# Puebla de Azaba
Puebla de Azaba – gmina w Hiszpanii, w prowincji Salamanka, w Kastylii i León, o powierzchni 25,98 km². W 2011 roku gmina liczyła 231 mieszkańców.